# Амебіаз
Амебіа́з (англ. Amoebiasis, amebiasis), (застаріле — амебна або небацилярна дизентерія) — протозойна антропонозна інфекційна хвороба з групи кишкових інфекцій з фекально-оральним механізмом передачі інфекції, яку спричинює Entamoeba histolytica і яка характеризується виразковим ураженням переважно товстої кишки з появою кров'янистої ентероінвазивної діареї, можливим утворенням позакишкових вторинних вогнищ у різних органах і має схильність до хронічного перебігу.

## Історичні відомості
Опис загальної клінічної картини амебіазу під назвою дизентерія зустрічається в працях Гіппократа, в подальшому Ібн-Сіна описав клінічну характеристику захворювання, що супроводжується кривавим проносом і виразковим ураженням товстоЇ кишки, адже в регіоні, де жив цей науковець, поширеним був і є саме амебіаз. У подальшому виявилось, що подібні клінічні прояви можуть створювати різні збудники, зокрема, причинний агент шигельозу. Відкрив збудника амебіазу Федір Олександрович Леш, який багато років працював на теренах України. У 1873 році він виявив патогенну амебу, давши перший морфологічний опис вегетативної стадії цієї амеби з фагоцитованими еритроцитами, докладно описавши патологоанатомічні зміни кишки при амебіазі. Для доказу патогенної ролі амеби він вперше провів експериментальне зараження собак, описав розвиток в однієї з них клінічних проявів гострого амебіазу і знайшов у випорожненнях її паразитів, за будовою і типом руху аналогічних амебам, виділених ним від хворої людини. У 1883 році німецький бактеріолог Роберт Кох при проведенні досліджень в Єгипті виявив дизентерійну амебу в абсцесах печінки хворих на кривавий пронос. Надалі ґрунтовні дослідження амебіазу в 1885 році провів грецький дослідник С. Картуліс, який у всіх 150 обстежених ним хворих з кривавим проносом виявив цю амебу. У 1903 році німецький зоолог Фріц Шаудін (який був співвідкривачем збудника сифілісу, а помер у 35-річному віці від численних ускладнень амебіазу, яким він заразився під час своїх досліджень) провів ґрунтовні морфологічні дослідження по диференціації амеб, дав назву збуднику амебіазу — Entamoeba histolytica (буквально — кишкова амеба, яка чинить лізис тканин). У 1966 році було застосовано в клінічній практиці найліпший і до сьогодні препарат для лікування амебіазу — метронідазол.

## Актуальність
Амебіаз — убіквітарна інфекція, близько 10 % світової людської популяції інфіковано Entamoeba histolytica. Щорічна захворюваність на кишковий амебіаз становить близько 50 млн випадків, летальність досягає 100 000 випадків. Позакишковий амебіаз становить лише близько 10 % від усіх випадків виявленого амебіазу. До 50 % всіх випадків цієї інфекції припадає на країни, що розвиваються. Найбільш поширений амебіаз на півострові Індостан, Південній та Західній Африці, на Корейському півострові й в Китаї, у Південній і Центральній Америці. Широкому поширенню амебіазу сприяють низький рівень санітарних умов, невисокий соціально-економічний статус, скупченість жителів, деякі особливості культурних традицій.
В Україні випадки амебіазу спостерігають набагато рідше, в основному спорадично, хоча завезення цієї інфекції та створення ендемічного осередку можливе у деяких районах.

## Етіологія

### Вегетативна стадія
Збудника амебіазу — Entamoeba histolytica, гістолітична амеба (застаріле — дизентерійна амеба) відносять до роду Entamoeba, родини Entamoebidae, порядку Amoebida, класу Tubulinea, підтипу Conosa, типу Archamoebae, царства Amoebozoa. Життєвий цикл гістолітичної амеби включає 2 стадії: вегетативну (трофозоїт) і цисти, що можуть переходити одна в іншу в залежності від умов в організмі хазяїна. Вегетативні форми амеб нестійкі в зовнішньому середовищі, у випорожненнях хворого гинуть через 30 хвилин.
Вегетативна стадія циклу розвитку паразита включає 3 форми:
- Тканинна (велика вегетативна) форма амеби має високу рухливість і інвазійну спроможність. Здатна до фагоцитозу еритроцитів (еритрофаг). Дану форму паразита виявляють тільки при кишковому амебіазі в свіжовиділених випорожненнях хворої людини, а також, в уражених органах.
- Просвітна форма амеби має незначну рухливість. Ця форма амеби живе у просвіті товстої кишки і їх виявляють у випорожненнях реконвалесцентів гострого кишкового амебіазу, при хронічному перебігу та у носіїв амеб після провокації проносним.
- Передцистна форма малорухлива, виявляють її у фекаліях реконвалесцентів гострого кишкового амебіазу.

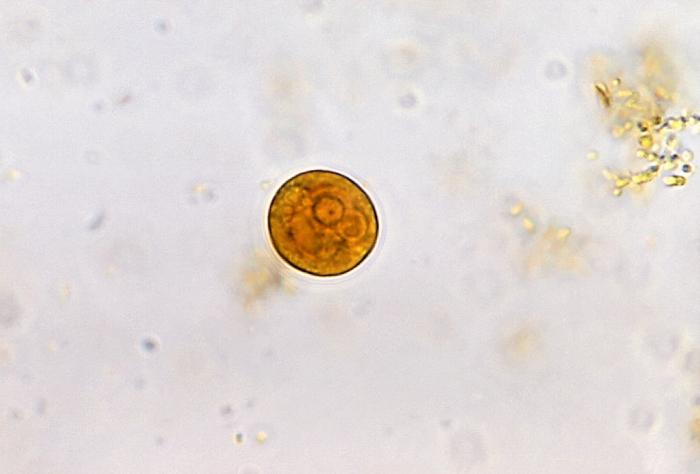
Незріла циста Entamoeba histolytica.

### Стадія цисти

Життєвий цикл Entamoeba histolytica.

Циста має діаметр 7 — 18 мкм, від 1 до 4 ядер. Лише зріла циста має 4 ядра і спроможна до зараження.
Цисти виявляють у випорожненнях реконвалесцентів гострого кишкового амебіазу, у хворих на хронічний амебіаз, що рецидивує, у стадії ремісії та у носіїв амеб. Цисти відрізняються високою стійкістю до факторів зовнішнього середовища. У вологих фекаліях при температурі 17-20° С і у воді, вільній від бактеріальної сапрофітної флори, вони не втрачають життєздатність близько 1 міс, у зволоженому ґрунті — до 8 днів. В охолоджених харчових продуктах, на поверхні фруктів, овочів, предметів домашнього вжитку цисти можуть зберігатися протягом декількох днів. Низьку температуру вони переносять протягом декількох місяців. На цисти згубно впливає висока температура. Висушування губить цисти майже миттєво. Звичайні дезінфікуючі речовини, в залежності від хімічного складу і концентрації, по різному діють на цисти: 5 % розчин формаліну і 1 % розчин хлораміну не чинять на них помітного негативного впливу; у розчині сулеми (1:1000) цисти гинуть протягом 4 годин. При потраплянні цист у тонку кишку людини відбувається руйнація їхніх оболонок, при сприятливих умовах вони розмножуються, перетворюючись у вегетативні форми, що живуть у проксимальних відділах товстої кишки.

## Епідеміологічні особливості

### Джерело і резервуар інфекції
Джерелом інфекції при амебіазі є людина, що виділяє цисти E. histolytica. Хворі з гострими проявами кишкового амебіазу, виділяють з випорожненнями переважно нестійкі у зовнішньому середовищі вегетативні форми паразита, суттєвої епідеміологічної небезпеки не становлять. Епідеміологічно найбільш небезпечні носії амеб, а також реконвалесценти гострого кишкового амебіазу і хворі на хронічну форму амебіазу. Виділення цист інвазованими особами може продовжуватися багато років, а за добу один носій амеб спроможний виділити з фекаліями 300 млн цист і більше. Виділення цист відбувається нерівномірно. У зовнішньому середовищі цисти гинуть через певний час після виділення.

### Механізм і фактори передачі інфекції
Механізм передачі інфекції — фекально-оральний. Основними факторами передачі цист гістолітичної амеби є харчові продукти, рідше — вода, яку контамінують цисти. Механічним переносником є мухи. Останнім часом описані зараження внаслідок орально-анальних статевих контактів.

### Сприйнятливий контингент та імунітет
Умови побуту, водопостачання, санітарний стан населених пунктів і загальний культурний рівень населення можуть визначати різний ступінь ураженості. Населення міста інфіковане в меншій мірі, ніж сільське. Так само як носійство, захворюваність на гострий амебіаз реєструють по всій земній кулі, але, на відміну від носійства, спостерігають явний зв'язок хвороби із зонами з жарким і сухим кліматом. Особливості епідемічного процесу при амебіазі в якійсь мірі можуть бути пов'язані з ослабленням опірності організму, яке легше виникає в умовах спекотного клімату, зміною в цих кліматичних умовах звичайних засад функціювання кишки.
Захворювання реєструють цілий рік, із максимумом у жаркі місяці. Амебіазу властива спорадичність. Захворюваність на гострий амебіаз, як правило, не носить характеру епідемічних спалахів, майже завжди окремі захворювання виникають без видимого зв'язку між собою. Епідемічні спалахи розвиваються в результаті потрапляння у воду нечистот. Останнім часом описані епідемічні спалахи в закритих колективах, зокрема, серед ув'язнених у колоніях суворого режиму.
Хворіють на амебіаз усі вікові групи населення обох статей, але переважно чоловіки віком 20-58 років. Особливо сприйнятливі до амебіазу жінки в III триместрі вагітності і післяпологовому періоді, що пов'язано, мабуть, з особливостями клітинної імунної відповіді у вагітних, а також особи, що одержували імуносупресивну терапію. У цілому, набутий в результаті хвороби імунітет при амебіазі є нестійким і нестерильним, не захищає пацієнтів ані від рецидивів, ані від реінфекції.

## Патогенез

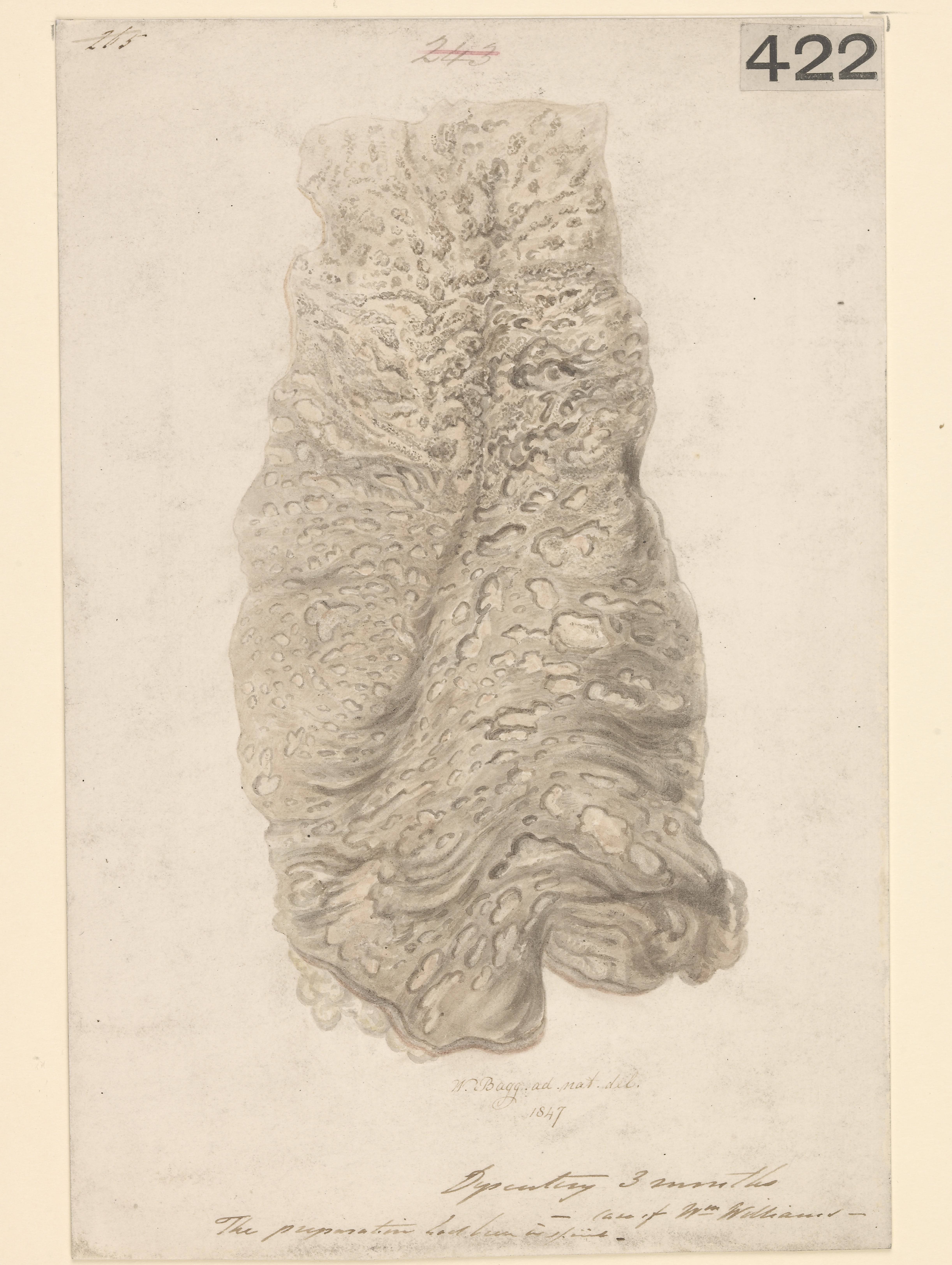
Малюнок макропрепарату кишки у хворого на амебіаз із тривалістю хвороби 3 місяці. Помітні великі численні виразки.

### Стадія ураження товстої кишки

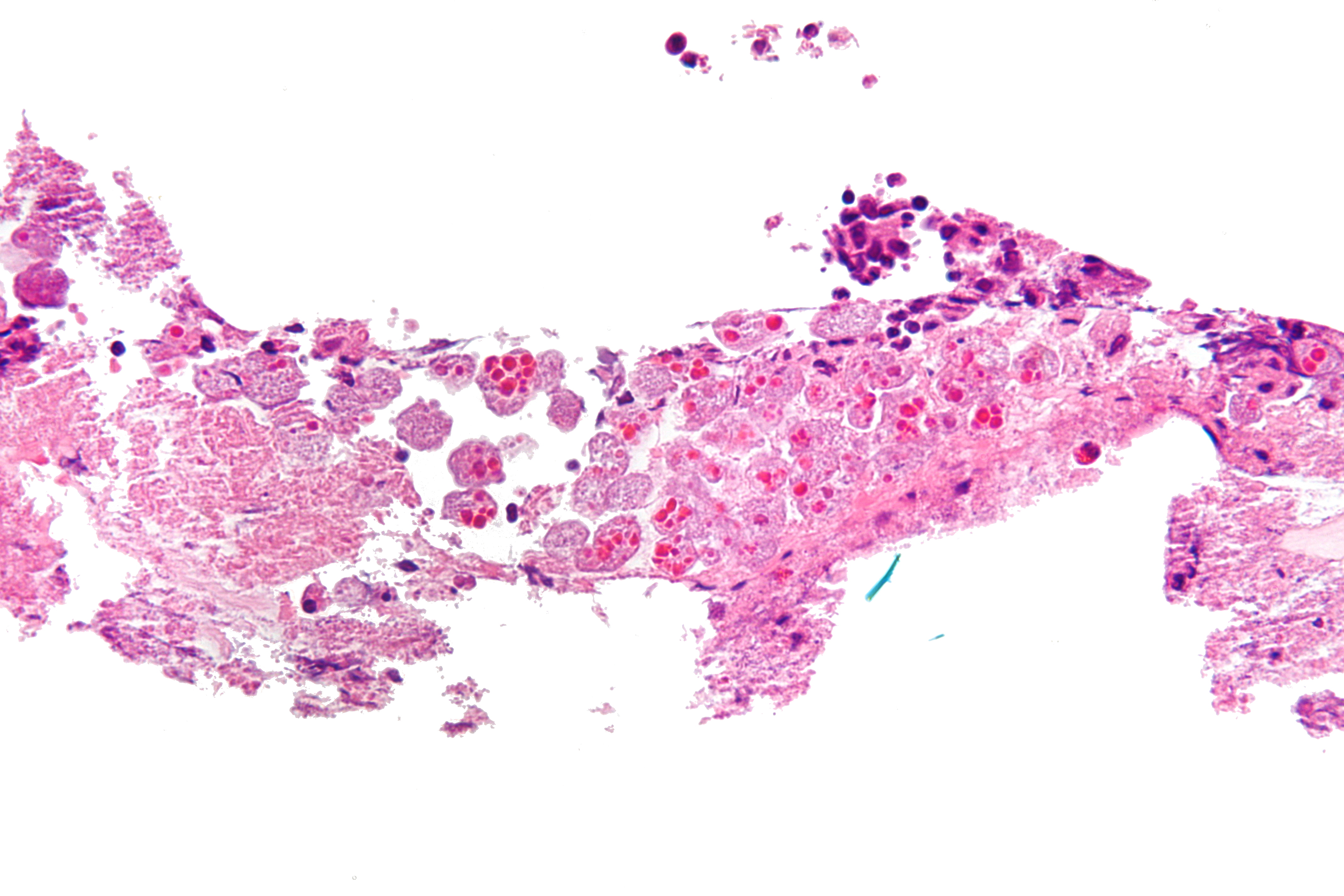
Мікрофотограма з дуже високим збільшенням — помітні численні тканинні форми E. histolytica з поглиненими еритроцитами у стінці кишкової виразки. Фарбування гематоксиліном-еозином біоптату кишки.

Назва E.histolytica напряму пов'язана з літичною дією гістолітичної амеби на тканини. Її прикріплення (адгезія) до слизової оболонки кишки відбувається за рахунок галактозо-інгібуючого-адгезивного лектину — пептиду, який утворює пори в слизовій і, таким чином, пошкоджує кишку. Крім цього фактору у E. histolytica знайдено безліч гемолізинів, які здатні знешкоджувати еритроцити, лейкоцити і протеази, виявлено гіалуронідазу, що сприяє проникненню амеб у тканини. При потраплянні E. histolytica до підслизового шару відбувається інтенсивне розмноження паразитів, утворюються первинні вогнища у вигляді мікроабсцесів, які розкриваються в порожнину кишки. Таким чином, спочатку виникає виразка невеликих розмірів. При цьому амеби інтенсивно розмножуються, поширюючись по периферії виразки і проникають всередину, досягаючи м'язового шару стінки кишки. Невеликі виразки, розташовані поблизу одна від одної, можуть зливатися, в результаті утворюються великі, які мають у діаметрі декілька сантиметрів. На слизовій оболонці кишки при гострому амебіазі можуть одночасно виявлятися виразки різної величини і форми: від дуже маленьких, ледь помітних до гігантських. Дно виразок вкрите некротичними масами. При неускладненому перебігу амебіазу слизова оболонка між виразками без запальних змін, зберігає звичайний вигляд, що є важливим діагностичним проявом цієї хвороби. Найбільш часто виразковий процес охоплює сліпу кишку і прилеглу до неї висхідну частину товстої кишки, червоподібний відросток. На другому місці за частотою локалізації знаходяться сигмоподібна та пряма кишка. Тривалий, з хронічним перебігом, кишковий амебіаз може стати причиною утворення кіст, поліпів і амебом.

### Стадія позакишкових уражень
При ерозії кровоносних судин слизової товстої кишки трофозоїти E. histolytica потрапляють в портальну венозну систему, зумовлюючи генералізацію інфекції. Гематогенна дисемінація амеб призводить до розвитку позакишкового амебіазу з формуванням вогнищ (часто абсцесів) у печінці, легенях, головному мозку й інших органах. В обмеженні поширеності патологічного процесу при інвазивному амебіазі важлива роль належить клітинним механізмам імунного захисту. Однак, як було встановлено, при розвитку гострого інвазивного амебіазу активність Т-клітинної ланки імунного захисту знижується за рахунок вироблення специфічного сироваткового фактора, індукованого E. histolytica. Все ж клітинний імунітет має певне значення в стримуванні амебної інфекції, про що опосередковано може свідчити тяжкий перебіг амебіазу на тлі лікування кортикостероїдами, які пригноблюють імунітет. На користь цього ж положення можуть служити випадки блискавичного перебігу амебіазу в недоношених дітей і вагітних жінок, які страждають, в першу чергу, від клітинного імунодефіциту.

## Клінічні прояви

### Класифікація
Згідно МКХ10 виділяють:
- Гостра амебна дизентерія (А06.0)
- Хронічний кишковий амебіаз (А06.1)
- Амебний недизентерійний коліт (А06,2)
- Амебома кишки (А06.3)
- Амебний абсцес печінки (А06.4)
- Амебний абсцес легенів (J99.8*)
- Амебний абсцес головного мозку (G07*)
- Шкірний амебіаз (А.06.7)
- Амебна інфекція іншої локалізації (А.06.8)
- Амебіаз не уточнений (А06.9)

### Гостра амебна дизентерія
Амебна дизентерія — основна і найбільш часта клінічна форма інвазії. Інкубаційний період триває від 1-2 тижнів до 3 місяців і довше. Захворювання може перебігати у тяжкій, середньотяжкій і легкій формах. При гострому кишковому амебіазі самопочуття хворих залишається задовільним тривалий час, інтоксикація не виражена, температура тіла нормальна або субфебрильна. Лише в незначної частини хворих з'являються загальна слабкість, швидка втомлюваність, головний біль, зниження апетиту, почуття важкості в епігастрії, іноді короткочасний біль у животі, метеоризм. Кардинальним симптомом гострого кишкового амебіазу є розлад випорожнень. У початковому періоді випорожнення рясні, калові, 4-6 разів на добу, з прозорим слизом і різким запахом. Надалі, частота дефекацій зростає до 10-20 разів на добу, випорожнення втрачають каловий характер, являють собою склоподібний слиз. Пізніше з'являються домішки крові, що надає в типових випадках випорожненням по типу «малинового желе» — це вважають умовно-патогномонічним симптомом цієї хвороби. Можливий постійний або переймоподібний різної інтенсивності біль у животі, що посилюється при дефекації. У випадку ураження прямої кишки з'являються болючі тенезми — пекучий біль у прямій кишці під час дефекації та певний час після неї. Живіт м'який або помірно здутий, болючий при пальпації по ходу товстої кишки.

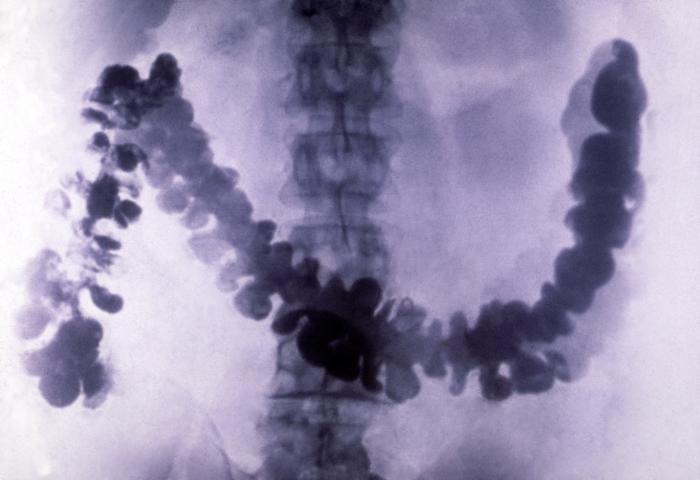
Зміни товстої кишки при кишковому амебіазі при проведенні іригоскопії з наповненням сульфатом барію.

При ендоскопічному дослідженні товстої кишки виявляють виразки розміром від 2 до 20 мм у діаметрі, частіше на вершинах складок слизової оболонки. Виразки мають набряклі, підриті краї. Дно може досягати підслизової основи, вкрите гноєм і некротичними масами. Виразка оточена зоною гіперемії. Та слизова оболонка, яка вільна від уражень, виглядає малозміненою, практично нормальною, але зрідка може визначатися невеличка набряклість її.
Гострі прояви кишкового амебіазу тривають звичайно не більше 4-6 тижнів. Потім без специфічного лікування відбувається поліпшення самопочуття і ліквідація колітичного синдрому. Ремісія може продовжуватися від декількох тижнів до декількох місяців, слідом за цим відбувається повернення усіх або більшості симптомів амебіазу. Захворювання набуває хронічного характеру і без специфічного лікування продовжується багато років і навіть десятиліть.

### Хронічний кишковий амебіаз
Розрізняють рецидивний і безперервний перебіг хронічного кишкового амебіазу. При рецидивному перебігу періоди загострення чергуються з періодами ремісії, під час якої характер випорожнень нормалізується, а самопочуття хворих стає задовільним. При безперервному перебігу періоди ремісій відсутні, захворювання перебігає із зміною періодів ослаблення на періоди посилення клінічних проявів.
При хронічному перебігу кишкового амебіазу поступово розвивається астенічний синдром, дефіцит білків і вітамінів. Апетит знижений або відсутній. У період загострення частота дефекацій сягає 20-30 раз і більше за добу. Больовий синдром при цьому не виражений або відсутній зовсім. У запущених випадках наростає виснаження, розвивається кахексія, від якої й настає смерть.

### Амебіаз печінки

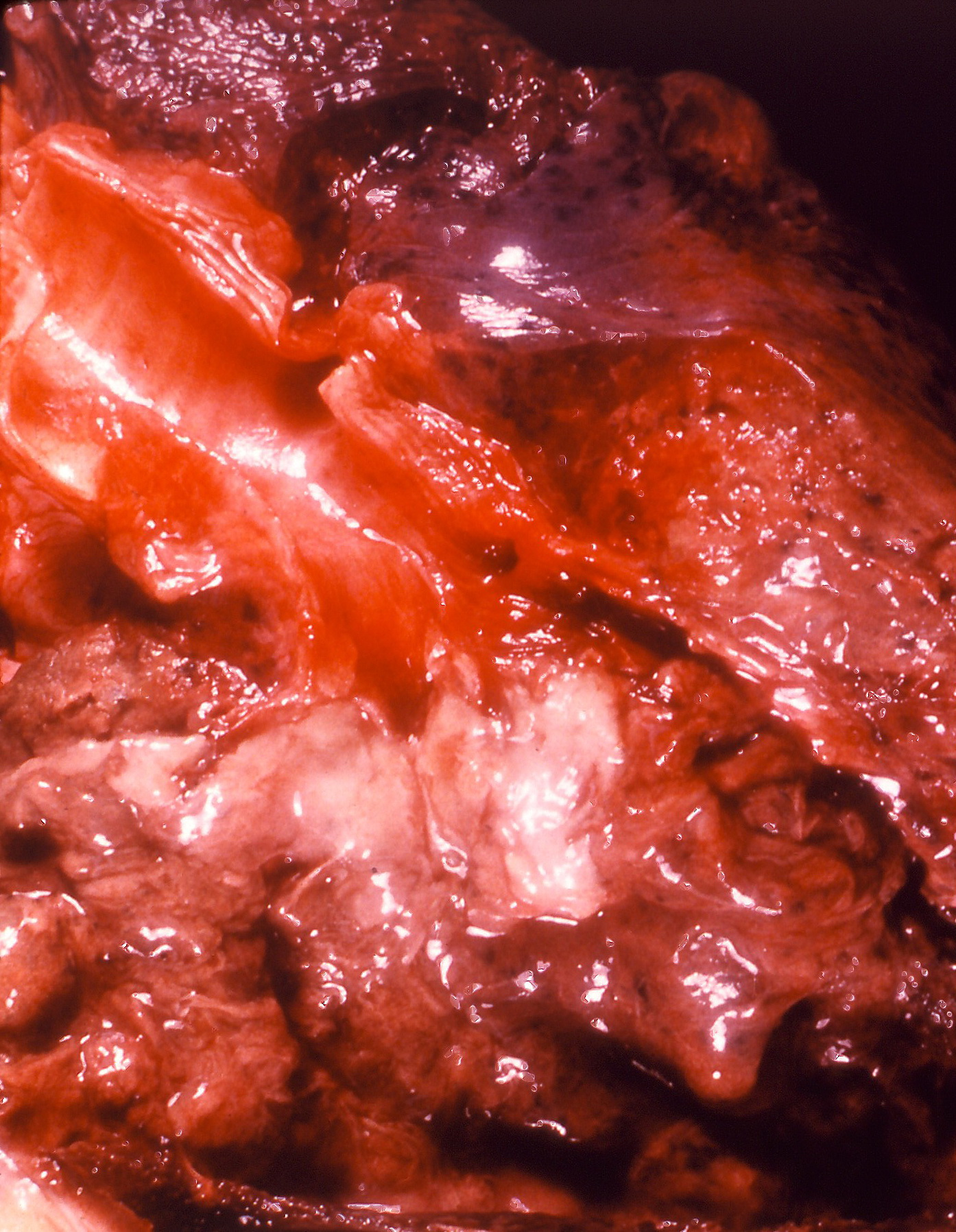
Амебний абсцес правої долі печінки, що прорвав діафрагму, а також ще один абсцес у нижній долі правої легені.

Деякі автори вважають ускладненнями кишкового амебіазу усі варіанти позакишкової локалізації амебного процесу. Позакишковий амебіаз найчастіше перебігає як амебіаз печінки. Він може виникнути під час гострих проявів кишкового амебіазу або через декілька місяців і навіть років. Проте в 30-40 % хворих не вдається виявити в анамнезі кишкові прояви амебіазу. Частіше хворіють чоловіки, ніж жінки (співвідношення 96:4).
Взагалі амебіаз печінки перебігає гостро, підгостро і хронічно. Спостерігають у двох клінічних формах:
- амебний гепатит;
- абсцес печінки.

#### Амебний гепатит
При амебному гепатиті протягом декількох днів спостерігають рівномірне збільшення печінки, іноді значне, що супроводжується болем у правому підребер'ї, зазвичай без іррадіації. При пальпації печінка дещо ущільнена і помірно болюча. Жовтяниця розвивається рідко. Температура тіла частіше субфебрильна з періодичними підйомами до високих цифр, але може залишатися й нормальною.

#### Абсцес печінки
Постійними симптомами абсцесу печінки є збільшення органу і нерідкий біль в місці розвитку патологічного процесу. Біль різної інтенсивності, іррадіює у праве плече, посилюється при глибокому вдиху, пальпації печінки, зміні положення хворого в ліжку. Температура тіла піднімається до фебрильных цифр, температурні криві набувають послаблювального, гектичного або постійного характеру. Гарячка супроводжується ознобом, при зниженні температури спостерігають посилене потовиділення. Виражені явища інтоксикації. Характерний вигляд хворих: схуднення, загострені риси обличчя, пригніченість. Тургор шкіри знижений, іноді шкірні покриви набувають земляного відтінку. У тяжких випадках з'являється набряклість шкіри, стоп і гомілок. Страждає серцево-судинна система — тони серця приглушені або глухі, артеріальний тиск знижений. Пульс прискорений. Іноді розвивається жовтяниця. Живіт роздутий, слабко бере участь в акті дихання, у правому підребер'ї нерідко визначають м'язову напругу. Часто виявляють пастозність підшкірної клітковини шкіри грудної клітки справа. При хронічному перебігу амебного абсцесу печінки гарячка стає нетиповою, наростають слабкість, виснаження, утримується біль у правому підребер'ї. Печінка збільшена, болюча, при локалізації абсцесу на передній поверхні її його можна промацати у вигляді пухлиноподібного утворення. Абсцеси бувають одиночні або множинні, локалізуючись, як правило, у правій долі печінки.

### Амебіаз легень
При гематогенному заносі амеб у легені або при прориві абсцесу печінки в плевральну порожнину розвивається амебіаз легенів. Клінічно він перебігає як специфічна плевропневмонія або абсцес легені.

#### Амебна пневмонія
При пневмонії з'являється біль у грудях, кашель, сухий або з незначною кількістю харкотиння, іноді з домішками крові. Температура тіла нормальна або субфебрильна. Перкуторно виявляють укорочення, аускультативно — дрібнопухирчасті хрипи. Пневмонії відрізняються в'ялим перебігом і без специфічного лікування можуть переходити в абсцеси легень.

#### Амебний абсцес легень
Амебні абсцеси легень, як правило, набувають хронічного перебігу. Температура субфебрильна з періодичними високими підйомами. Хворі виділяють велику кількість харкотиння з кров'ю («шоколадне» мокротиння, «анчоусний соус»), у якому виявляють амеб. Розвивається виразковий ларингіт і трахеїт.

### Амебний абсцес головного мозку
Амеби з кишки здатні гематогенно проникати у головний мозок, де можливе виникнення амебних абсцесів із розвитком вогнищевих і загальномозкових симптомів. Неврологічна симптоматика залежить від локалізації абсцесів і ступеня ураження мозкових центрів. Прижиттєва діагностика утруднена.

### Амебіаз шкіри
У переважній більшості випадків є вторинним процесом. На шкірі, головним чином, періанальної ділянки промежини, рідше — сідниць, з'являються ерозії і/або виразки. Амебні виразки можуть утворюватися навколо гнійної нориці печінки або поблизу операційних швів. Виразки глибокі, малоболючі, із почорнілими краями, видають неприємний запах. У зіскребу з виразок виявляють вегетативні форми амеб.

### Амебна інфекція іншої локалізації
Описані амебні абсцеси селезінки, нирок, жіночих статевих органів із відповідною симптоматикою.

## Ускладнення
При кишковому амебіазі можуть розвиватися численні ускладнення, серед яких найбільш поширені:
- перфорація стінки кишки з наступним перитонітом;
- гангрена слизової оболонки;
- відшарування слизової;
- кишкова кровотеча;
- гострий специфічний апендицит;
- амебоми;
- рубцеві утворення/стриктури кишок;
- випадіння прямої кишки.

Серед загальних ускладнень треба відмітити виснаження, розвиток кахексії.
Абсцеси печінки ускладнюються перигепатитом, піддіафрагмальним абсцесом, а при їх прориві — гнійним перитонітом, плевритом, перикардитом, медіастинітом/запаленням структур середостіння. Летальність при амебних абсцесах печінки без специфічного лікування сягає 25 % і вище. Абсцеси легенів призводять іноді до емпієми плеври, перикардиту, печінково-легеневої нориці тощо.
За відсутності специфічної терапії прогноз серйозний, при невчасній діагностиці позакишкового амебіазу — несприятливий. При ранній діагностиці та правильній терапії амебіазу прогноз сприятливий.

## Діагностика

### Клініко-епідеміологічна діагностика
Ґрунтується на певних клінічних і епідеміологічних даних. Звертають увагу на перебування хворого у країнах із спекотним кліматом, користування там непевною в епідеміологічному плані водою, купання у забруднених водоймах, вживання термічно необробленої їжі. На виникнення амебіазу підозрілим є поява діареї без попередньої інтоксикації, гарячки, криваві випорожнення.

### Загальнолабораторна та інструментальна діагностика
При тривалому перебігу кишкового амебіазу в гемограмі виявляють анемію, еозинофілію, моноцитоз, лімфоцитоз, прискорення ШОЕ. В гемограмі при амебному абсцесі печінки, легенів знаходять значний нейтрофільний лейкоцитоз із зсувом лейкоцитарної формули вліво, ШОЕ підвищена. При тривалому перебігу розвивається гіпохромна анемія. Рентгенологічне дослідження при амебному абсцесі печінки виявляє високе стояння діафрагми зі зменшенням рухливості правого купола її, при піддіафрагмальній локалізації абсцесу може бути визначений випіт у правому плевральному синусі. Рентгенологічне дослідження при амебіазі легенів на ранньому етапі виявляє інфільтративні зміни в них без ознак утворення порожнини. При сформованому абсцесі рентгенологічно визначають порожнину в ураженій легені з горизонтальним рівнем рідини. При проведенні колоноскопії або ректороманоскопії наявність виразок без змін слизової оболонки між ними є підозрілим на амебіаз.

### Специфічна діагностика
Для підтвердження амебіазу використовують біопсію слизової оболонки, паразитоскопію і серологічні методи.

#### Паразитологічні методи
Вирішальне значення має знаходження тканинної (великої вегетативної) форми амеби у випорожненнях, матеріалі з дна виразки, харкотинні тощо. Виявлення просвітних форм і цист амеб у випорожненнях не дає права діагностувати амебіаз як хворобу, тому що їх виявляють також і в носіїв. Досліджують свіжі порції випорожнень методом мікроскопії нативних мазків або після їх забарвлення розчином Люголя чи залізним гематоксиліном по Гейденгайну. Свіжовиділені випорожнення досліджують не пізніше ніж 10-15 хвилин після дефекації, іноді потрібно багаторазове паразитологічне обстеження їх. При гострому амебіазі діагностична провокація проносними засобами протипоказана, але у стадії ремісії хронічного кишкового амебіазу повторне паразитологічне обстеження фекалій проводять нерідко після прийому хворим сольового проносного. Якщо дослідження свіжих фекалій на місці неможливо, їх пересилають у лабораторію в консерванті Барроу. Додатковим і допоміжним методом паразитологічної діагностики амебіазу може служити культивування амеб на поживному середовищі з бактеріями (середовище Робінсона тощо). В окремих випадках з метою діагностики амебіазу заражають деяких лабораторних тварин (котенят, щурят, хом'ячків) досліджуваним матеріалом.
Дуже точним методом верифікації діагнозу амебного коліту є колоноскопія з біопсією виразок. Особливо ефективне дослідження біоптатів з виявленням еритрофагів при локалізації уражень у висхідних відділах товстої кишки, коли мікроскопія вмісту кишки, як правило, буває в більшості випадків безуспішною і непоказовою.

#### Серологічні методи
Серологічні тести на протиамебні антитіла дають позитивні результати приблизно в 75 % випадків інвазивного амебіазу з локалізацією в товстій кишці. До найпоширеніших методів серологічної діагностики відносять ІФА, реакцію непрямої гемаглютинації (РНГА), РНІФ. Сучасні методи діагностики амебного коліту виявляють:
- антигени E. histolytica у фекаліях або в сироватці за допомогою моноклональних антитіл;
- паразитарну ДНК за допомогою ПЛР.

У разі позакишкового амебіазу дослідження фекалій часто дає негативний результат. Для верифікації діагнозу необхідне комплексне інструментальне обстеження з урахуванням специфічної локалізації враження, обумовленого E. histolytica. Серологічні дослідження цінні для виявлення позакишкових форм амебіазу. Однак, як і будь-які інші методи дослідження, вони мають свої обмеження. Так у високоендемічних районах позитивні серологічні тести можуть бути обумовлені перенесеною в минулому інфекцією. Більш специфічним є виявлення антигену або паразитарної ДНК.

## Лікування

### Етіотропна терапія
ВООЗ рекомендує на даному етапі багато препаратів для лікування амебіазу в дорослих, однак певна частка їх в Україні станом на квітень 2017 року не зареєстрована (йодохінол, паромоміцин, ділоксанид тощо). Тому для специфічної терапії амебіазу в нашій країні використовують:
- метронідазол по 0,25-0,5 г 3 рази на день перорально протягом 10 днів;
- тинідазол призначають у дозі 2 г на прийом перорально за добу протягом 3 днів;
- орнідазол можливо застосовувати при кишковому амебіазі, але він краще діє при позакишковій локалізації процесу. Його призначають 0,5-2,0 за добу, кратність прийому та тривалість визначають індивідуально;
- ніфурател у дозі 0,4 г 2-3 рази на добу 10 днів;
- хлорохін застосовують для лікування хворих з амебними абсцесами печінки, тому що він швидко всмоктується з кишки і концентрується в печінці в незміненому вигляді. Терапію хлорохіном проводять протягом 3 тижнів. Препарат призначають у перші два дні лікування по 1,0 г, а протягом усіх наступних 19 днів — по 0,5 г у день. Препарат часто поєднують із доксицикліном.

### Інші види лікування
Абсцеси печінки, легень, мозку й інших органів лікують хірургічним шляхом у поєднанні з протиамебними засобами. У терапії інших ускладнень кишкового амебіазу, так само, як і амебного абсцесу печінки, провідне місце належить хірургічним методам на тлі комплексного протипаразитарного і патогенетичного лікування хворих. Необхідна патогенетична і симптоматична терапія в широкому обсязі. При амебіазі шкіри використовують мазеві препарати, однак в Україні такі офіцінальні препарати також не зареєстровані, тому треба готувати мазі з метронідазолом ex tempore.

## Профілактика
Заходи, спрямовані на джерело інфекції, включають першочергово виявлення і лікування хворих та носіїв амеб, поліпшення водопостачання, підвищення безпеки харчових продуктів; раннє виявлення і лікування інфекції.
Цисти E. histolytica надзвичайно стійкі до препаратів хлору, і можуть виживати при різних рівнях pH і осмотичного тиску. Вони швидко гинуть при нагріванні, тому в ендемічних регіонах краще рекомендувати пити не хлоровану, а кип'ячену воду. Якщо це з яких-небудь причин неможливо, слід вживати для пиття тільки воду в закритих пляшках. У зв'язку з можливим забрудненням цистами E. histolytica харчових продуктів, зокрема, фруктів і овочів, краще вживати в їжу тільки термічно оброблені продукти і такі фрукти, що зберегли цілісність своєї поверхні. Для осіб, які перебувають в епідеміологічно неблагополучному регіоні, передбачають проведення індивідуальної хіміопрофілактики препаратами універсальної амебоцидної дії — метронідазолом, тинідазолом. На сьогодні ефективні вакцини проти зараження амебіазом не розроблені.